# Organización Obreira
Organización Obreira (OO, Organización Obrera, en castellano) fue una organización político-sindical de Galicia (España), que surgió en abril de 1972 de una escisión del PCE de Vigo, compuesto por obreros, nuevos militantes de Comisiones Obreras, disconformes con el Pacto por la Libertad que había hecho público el partido en 1972 y que llamaba a la unidad de todos los demócratas, independientemente de su clase, para derrotar al franquismo. El sindicato consiguió un cierto protagonismo en las movilizaciones obreras que se realizaron en septiembre de 1972 en Vigo, pero la represión que siguió a las movilizaciones descabezó la organización.
Su órgano de expresión fue Organización Obreira (1972-1974). También publicó un boletín dirigido a los pescadores, Noso Mañán.
OO estaba dirigida por un Comité Ejecutivo compuesto por diez personas, con Xosé Anxo García Méndez como secretario general. Había tres comités de zona en el área de Vigo. El sindicato tenía alrededor de un centenar de militantes, la mayoría de Vigo, pero hubo militantes en todas las ciudades gallegas.
Organización Obreira vivió un conflicto interno entre los partidarios de integrarse en la Organización Marxista-Leninista de España (OMLE) y aquellos que deseaban mantener una mayor relación con la Unión do Povo Galego. Una parte acabó integrándose en el OMLE, que fue el origen del Partido Comunista de España (reconstituido) y de los GRAPO, y otra parte marchó a la UPG, aunque tras la formación del PCE(r) una parte ingresó en dicho partido. Organización Obreira se disolvió en junio de 1974.
- Datos: Q9053000